# Конвой H-13
Конвой H-13 — японський конвой часів Другої світової війни, проведення якого відбувалось у січні 1944-го.
H-13 належав до серії конвоїв, які в 1943—1944 роках ходили між важливим транспортним хабом у Манілі та островом Хальмахера зі складу Молуккського архіпелагу (північний схід Нідерландської Ост-Індії), який, зокрема, відігравав важливу роль у постачанні японських сил на заході Нової Гвінеї.
До складу конвою увійшли транспорти «Казуура-Мару», «Ямамія-Мару» та «Сінсей-Мару № 5» (Shinsei Maru No. 5). Охорону забезпечували тральщики W-4 та W-5.
12 січня 1944-го загін вийшов з Маніли. 17 січня він досягнув порту Давао на південному узбережжі острова Мінданао, де залишився «Сінсей-Мару № 5», а 19 січня конвой рушив далі на південь.
Хоча його маршрут конвою пролягав через кілька районів, де традиційно патрулювали ворожі підводні човни, цього разу операція пройшла без інцидентів і 21 січня японський загін досягнув затоки Кау на острові Хальмахера.